# Char D1
Char D1 je bil francoski tank.

## Zgodovina
Francija se je po letu 1922 trudila zamenjati tank FT-17. Leta 1918, ko se je končala prva svetovna vojna je imela Francija najsodobnejšo tankovsko opremo na svetu, zato niso hiteli z iskanjem zamenjave tankov. Leta 1922 je general Jean-Baptiste Eugène Estienne sestavil dolgoročni načrt razvoja tankov in ugotovil, da nobeden tank ne ustreza njegovim merilom, niti tank FT-17, ki je bil takrat najbolj razširjen tank v francoski vojski. 

### Renault NC
Louis Renault je leta 1923 prejel naročilo za izgradnjo dveh prototipov. Pri Renaultu so tem projektu dali končnici NC. Renault je naredil dva prototipa z imenom NC1 in NC2. Kasneje sta bila tanka preimenovana v NC27 in NC31. Vojska je ta projekt imenovala Char D. Iz tega projekta je izhajal tudi Char D1.

### Char D1
23. decembra 1930 je bilo naročenih prvih 70 tankov. 12 julija 1932 so naročilo razširili še za 30 tankov. Zadnjo naročilo 50 tankov je bilo narejeno 16. oktobra 1933. 150 tankov je bilo dostavljenih med letoma 1932 in 1935. Maja leta 1930 je dobil Renault prošnjo za izdelavo še dveh tankov Char D2 in Char D3.
Leta 1932 je bil tank Char D1 najboljši tank v francoski vojski. Tank je sodeloval v bojih za Francijo. Kljub svojim slabostim je dosegal kar dobre uspehe. Uničil je tudi nemške tanke Panzer IV. Do danes ni preživel niti en tank Char D1.